# Sergio Bastida
Sergio José Bastida (né le 3 septembre 1979 à Rawson) est un footballeur argentino-bolivien. Il évolue au poste de milieu de terrain.
Il a disputé deux matchs en Ligue des Champions avec le club de Lugano.

## Clubs successifs

### Clubs juniors
- Germinal de Rawson  Argentine
- Bolívar La Paz  Bolivie
- Huracán  Argentine

### Clubs professionnels
- 1997-1998 : FK Teplice  République tchèque
- 1999 : FK Chmel Blšany  République tchèque
- 1999-2002 : AC Lugano  Suisse
- 2002-2005 : FC Zurich  Suisse
- 2005-2006 : APEP Kyrepounda  Chypre
- 2006-2007 : Nea Salamina  Chypre
- 2007-2010 : FC Aarau  Suisse
- 2010-2012 : FC Wil  Suisse
- 2012- : FC Wohlen  Suisse